# Aeropuerto Internacional de Puerto Sudán
El Nuevo Aeropuerto Internacional de Port Sudan (IATA: PZU, ICAO: HSSP) es un aeropuerto que da servicio a Puerto Sudán, Sudán. Inaugurado en 1992, reemplazó al antiguo aeropuerto de Puerto Sudán.
Ubicado a 20 kilómetros al sur de la ciudad, PZU es el segundo aeropuerto internacional más grande, tras el Aeropuerto Internacional de Jartum, de Sudán en términos de tráfico aéreo y destinos internacionales atendidos. El nuevo Aeropuerto Internacional de Puerto Sudán es miembro de pleno derecho de la IATA desde 2014. 
Desde 2023, el aeropuerto ha servido como puerta de entrada principal a Sudán debido a la actual guerra civil sudanesa. 

## Destinos y aerolíneas
| Aerolíneas         | Destinos                                                                        |
| ------------------ | ------------------------------------------------------------------------------- |
| Afriqiyah Airways  | Trípoli-Mitiga                                                                  |
| Badr Airlines      | Abu Dabi, Adís Abeba, Doha, Dubái, El Cairo, Jartum, Juba, Mascate, Riad y Yeda |
| Egyptair           | El Cairo                                                                        |
| Ethiopian Airlines | Adís Abeba                                                                      |
| Flydubai           | Dubái (suspendido)                                                              |
| Nile Air           | El Cairo                                                                        |
| Nova Airways       | Jartum (suspendido)                                                             |
| Saudia             | Yeda (suspendido)                                                               |
| Sudan Airways      | El Cairo y Yeda                                                                 |
| Tarco Aviation     | Asmara, Dammam, Doha, Dubái, El Cairo, Jartum, Riad, Sharjah y Yeda             |
| Turkish Airlines   | Estambul (suspendido)                                                           |

## Accidentes e incidentes
- El 4 de enero de 1995, un Fokker 50 (matrícula desconocida) fue secuestrado mientras cubría la ruta Jartum-Merowe. Los secuestradores también exigieron aterrizar en El Cairo, pero el piloto logró convencerlos de que debía parar a repostar en Puerto Sudán. Las autoridades sudanesas liberaron a los rehenes y los secuestradores se rindieron poco después. Según los informes de los medios, los secuestradores eran recién casados y el marido afirmó que secuestrar el avión era la única forma que se le ocurrió para llevar a su esposa a El Cairo.[4]
- El 24 de marzo de 1996, una aeronave desconocida que volaba entre Jartum y Puerto Sudán fue secuestrada unos veinte minutos después de despegar y obligaron pistola en mano a que el piloto aterrizarse en Asmara (Eritrea). Allí los secuestradores se entregaron a las autoridades eritreas, oponiéndose a la situación de Sudán; poco después se les concedió asilo político.[5]
- El 8 de julio de 2003, un Boeing 737-200 (ST-AFK), que volaba en la ruta Puerto Sudán-Jartum, perdió potencia en uno de sus motores, lo que motivó a la tripulación a regresar al aeropuerto para un aterrizaje de emergencia. Al hacerlo, los pilotos perdieron la pista del aeropuerto y el avión descendió hasta que chocó contra el suelo, desintegrándose después del impacto. De las 117 personas a bordo, 116 murieron. (Ver vuelo 139 de Sudan Airways).[6]